# Jakob Mülholzer
Jakob Mülholzer (nachgewiesen in Windsheim von 1490/91 bis 1514/15) war ein deutscher Maler und Fassmaler, der  in enger Beziehung zu dem Bildschnitzer Tilman Riemenschneider stand und mehrere von dessen Werken farbig gefasst hat.

## Leben und Werk
Die urkundlichen Nachweise über Jakob Mülholzer stammen aus dem Gültbuch der Kirche St. Kilian in Windsheim, wo zwischen 1490/91 und 1514/15 verschiedentlich ein Jacob moler genannt wird, der diverse Arbeiten in der Kirche ausgeführt hat und 1494 zu Verhandlungen mit Tilman Riemenschneider nach Kitzingen-Würzburg entsandt wurde. 1496 signierte und datierte ein Jacob Mülholtzer die Predella des nördlichen Seitenaltars und die Rückwand des Schreins des südlichen Seitenaltars in der Herrgottskirche von Creglingen. Die ältere Forschung bezeichnete ihn noch als Bildhauer und schrieb ihm die skulpturalen Arbeiten am Creglinger Altar zu, erst die jüngere Forschung hat Mülholzer als Maler entdeckt, der die teilweise älteren Schnitzwerke des Creglinger Altars lediglich neu gefasst und einige neue Altarteile malerisch ausgestaltet hat. Auch in Rothenburg ob der Tauber war Mülholzer wohl mit der Überarbeitung älterer Altäre oder der farbigen Fassung von damals neu errichteten Altären beschäftigt. Dort schreibt ihm die Forschung aufgrund stilkritischer Vergleiche die heutige Predella des Franziskus-Altars (früher Teil eines Johannes-Altars) der Franziskanerkirche und die Bemalung der Flügel des vermutlich ebenfalls aus jener Kirche stammenden Altars des hl. Ludwig von Toulouse (heute in der Stadtkirche St. Jakob in Rothenburg) zu. Beim Altar des hl. Ludwig von Toulouse geht man davon aus, dass das Schnitzwerk von Tilman Riemenschneider stammt. Zahlreiche weitere Hinweise bestätigen die fortdauernde Zusammenarbeit mit Riemenschneider: Mülholzer holte die 1499 für Windsheim bestellte und 1500 nach Ochsenfurt verbrachte Riemenschneider-Kreuzigungsgruppe ab und fasste 1511/12 den 1509 gefertigten Zwölfbotenaltar für die Kirche in Windsheim farbig (heute im Kurpfälzischen Museum in Heidelberg, allerdings bereits seit 1617 seiner originalen Farbfassung beraubt). Im zweiten Jahrzehnt des 16. Jahrhunderts verliert sich Mülholzers Spur in Windsheim, an seiner Stelle wurde ein Hans Hertenstein aus Rothenburg mit weiteren Malerarbeiten an den dortigen Altären beauftragt.

## Werke
- Zwei Seitenaltäre in der Herrgottskirche in Creglingen (Farbfassung von Predella und Schrein)
- Farbfassung des Windsheimer Zwölfbotenaltars (heute: Kurpfälzisches Museum, Heidelberg)
- Flügel des Altars des hl. Ludwig von Toulouse, Jakobskirche, Rothenburg ob der Tauber
- Predella des Franziskus-Altars, Franziskanerkirche, Rothenburg ob der Tauber